# Anj udja seneb
|  |

|  |

|  |

|  |

|  |

|  |

|  |

|  |

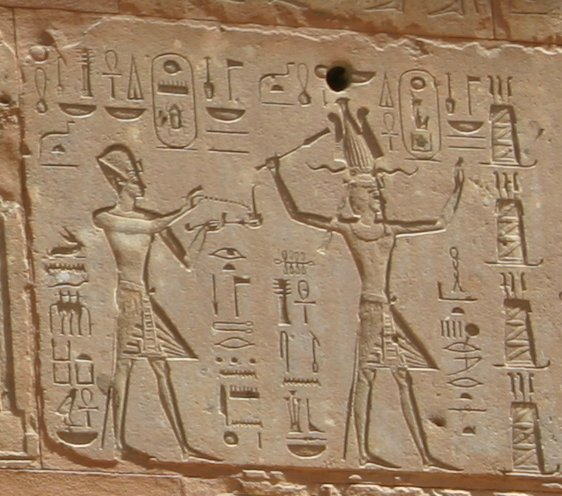
Tutmosis III y Hatshepsut de la Capilla Roja de Karnak

Anj udja seneb (𓋹𓍑𓋴 ꜥnḫ wḏꜢ snb) es una frase egipcia que a menudo aparece después de los nombres de los faraones, referenciadas en su hogar o al final de las cartas. La fórmula consta de tres jeroglíficos egipcios sin aclarar la pronunciación, lo que dificulta la reconstrucción de su forma gramatical exacta. Puede expresarse como "vida, prosperidad y salud", pero Alan Gardiner propuso que representaban verbos en forma estativa: "Mantente vivo, fuerte y sano".

## Componentes
Los jeroglíficos egipcios no registraban los valores de las vocales, por lo que la pronunciación exacta de la mayoría de las palabras era incognoscible. Las pronunciaciones egiptológicas convencionales de las palabras.
- Anj significa "vida" y "tener vida", "vivir",[1] particularmente con respecto a la longevidad y resurrección de los faraones y deidades del antiguo Egipto.
- Udja significa "estar completo" o "intacto",[2] con connotaciones de "prosperidad" y "bienestar" [3]
- Seneb significa "estar sano", "estar bien", "estar sano"[4]

## Piedra de Rosetta
En la Piedra de Rosetta (196 a. C.), se dice que los dioses recompensan al faraón ptolemaico Ptolomeo V Epífanes:
|  |

|  |

|  |

|  |

|  |

|  |

|  |

|  |

|  |

|  |

|  |

|  |